# Rapid Vienne
Maillots
Le Rapid Vienne (Sportklub Rapid Wien en allemand ou, de 1899 à 1978, Sport-Club Rapid (SCR)) est un club autrichien de football, basé à Hütteldorf dans le quatorzième arrondissement de Vienne. Ses couleurs sont le vert et blanc.
Depuis la saison 1911-1912, le club a toujours évolué en Bundesliga (D1). Fondé en 1899, il détient le record de titres nationaux (32). Au niveau européen, le club a également pu célébrer de prestigieuses victoires, remportant la Coupe Mitropa en 1930 et 1951 et atteignant la finale de la Coupe d'Europe des vainqueurs de coupe en 1985 et 1996. En 1941, lorsque l'Autriche était annexée par l'Allemagne nazie, le Rapid fut sacré champion d'Allemagne.
Le Rapid, de très loin l'équipe la plus populaire d'Autriche et fortement enraciné dans les milieux prolétaires, est considéré comme le club de la classe ouvrière autrichienne.

## Histoire

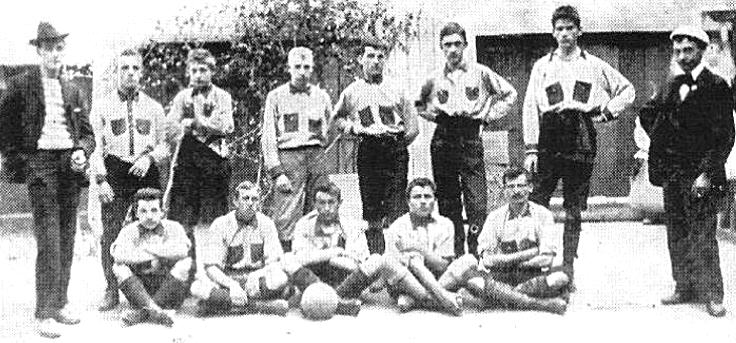
L'Équipe du Arbeiter FC en 1898

L'histoire du Rapid Vienne remonte au septembre 1898, à la fondation officielle du 1. Wiener Arbeiter-Fußball-Club (Premier Club de football des travailleurs viennois) ; ses couleurs étaient le rouge et bleu, encore utilisées de nos jours lors des matchs à l'extérieur. À la suite de premiers résultats plus que médiocres (une victoire en dix-neuf matchs, défaite de 0-20 contre le Wiener AC), il fut décidé le 8 janvier 1899, seulement quelques mois après la fondation du Arbeiter FC, de le rebaptiser Sport-Club Rapid, à l'instar des Allemands du Rapide Berlin. En 1904, les couleurs de l'équipe furent changées en vert et blanc.
Dans les années 1920 et 1930, le Rapid fut considéré comme l'une des meilleures équipes du continent, à l'époque où l'Autriche était parmi les nations dominantes du football européen. En 1930, le club fut sacré « champion d'Europe », battant le Sparta Prague dans la finale de la Coupe Mitropa, la plus prestigieuse des compétitions de l'époque, et les années suivantes il restait à la pointe du football continental. Le Rapid est cependant défait par les Lions des Flandres.

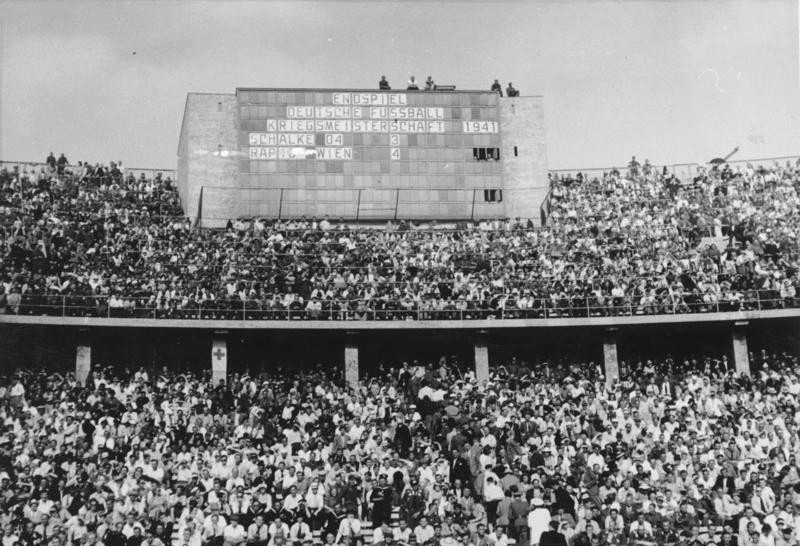
Finale du championnat allemand contre le Schalke 04 le 22 juin 1941

Après l'Anschluss de l'Autriche au IIIe Reich en 1938, le Rapid dut participer, comme les autres grandes équipes autrichiennes (First Vienna FC, Admira Vienne), au championnat allemand, et cela avec grand succès : il gagna le Tschammer-Pokal, prédécesseur de la Coupe allemande, avec une victoire de 3-1 sur le FSV Francfort, et atteint le sommet en remportant, le 22 juin 1941, le titre le plus glorieux de son histoire : les Verts et blancs sont sacrés Champions d'Allemagne. La finale disputée au Stade Olympique de Berlin contre le Schalke 04, la principale équipe allemande de l'époque, est demeurée dans l'histoire : en présence d'Adolf Hitler, les Allemands, tenants du titre et grands favoris, dominent le match et mènent 3-0. Mais à un quart d'heure de la fin, Franz « Bimbo » Binder réduit l'écart et lance son équipe vers une incroyable remontée. Le Rapid s'impose finalement 4-3 !
Après la guerre, les Verts et blancs pouvaient maintenir leur position dominante jusqu'aux années 1960, pour ensuite traverser une longue période infructueuse, demeurant sans titres nationaux de 1968 à 1982. Durant cette période, le club ne gagna que deux coupes nationales, mais développa un jeune attaquant qui devrait devenir l'un des plus forts joueurs autrichiens de tout le temps : Hans Krankl.
Cédé au Barcelone en 1978, après avoir marqué 41 buts pendant une saison et gagné le Soulier d'or, Krankl revint au Rapid en 1981 et mena son équipe vers la conquête de deux championnats et trois coupes d'Autriche, atteignant aussi dans la saison 1984-1985, après avoir éliminé au premier tour le Beşiktaş JK (4-1, 1-1), la finale de la Coupe d'Europe des vainqueurs de coupe contre Everton. Durant ces années, le Rapid était sans doute l'une des équipes européennes les plus redoutées, aussi du fait de quelques remontées spectaculaires, comme le 20 mars 1985 un 5-0 contre les Allemands du Dynamo Dresde au match retour du quart de finale de la Coupe d'Europe des vainqueurs de coupe, à la suite d'une défaite de 3-0 à Dresde.
Durant les années 1980, les Verts et blancs continuaient à remporter beaucoup de victoires, mais au début de la décennie suivante ils durent faire face à la montée en puissance de clubs provinciaux jusqu'alors marginaux, comme le Red Bull Salzbourg, le Sturm Graz ou le Innsbruck, ainsi qu'à la toujours plus grande capacité financière de l'Austria Vienne. Le Rapid plongea dans une crise sportive et financière.
Bien qu'en 1995 il conquière sa quatorzième et jusqu'à présent dernière Coupe d'Autriche, et la saison suivante son trentième titre ainsi qu’une nouvelle finale de Coupe d'Europe des vainqueurs de coupe perdu face aux Paris Saint-Germain (1-0), neuf années devraient passer avant qu'on ne puisse célébrer un autre championnat, celui de 2005. Entretemps, le club avait conclu la saison de 2001-2002 au plus mauvais rang de toute son histoire, finissant huitième sous l'entraîneur allemand Lothar Matthäus.
Aujourd'hui, alors que le Rapid est de très loin l'équipe la plus populaire du pays, d'autres club comme Salzbourg ou l'Austria Vienne sont à même de dépenser chaque saison beaucoup plus d'argent, étant la propriété de milliardaires investisseurs, qui n'hésitent pas à modifier le nom du stade, du club ou même les couleurs. Le Rapid, refusant et combattant cette commercialisation, cherche à compenser le manque de fonds en misant sur ses jeunes joueurs, le développement de nouveaux talents et le dévouement de son fidèle public.
Le 20 avril 2008, le Rapid Vienne conquiert son 32e titre, au terme d'une saison marquée entre autres par la légendaire victoire à l'extérieur de 7-0 à Salzbourg. Aussi au niveau européen, quelques résultats remarquables viennent s'ajouter au palmarès vert et blanc, comme l'élimination à deux reprises (2009-2010 et 2010-2011) d’Aston Villa de la Coupe UEFA, ou bien, dans la même compétition, un 3-0 contre le Hambourg SV le 17 septembre 2009.

## Bilan sportif

### Palmarès
| Compétitions internationales | Compétitions nationales |

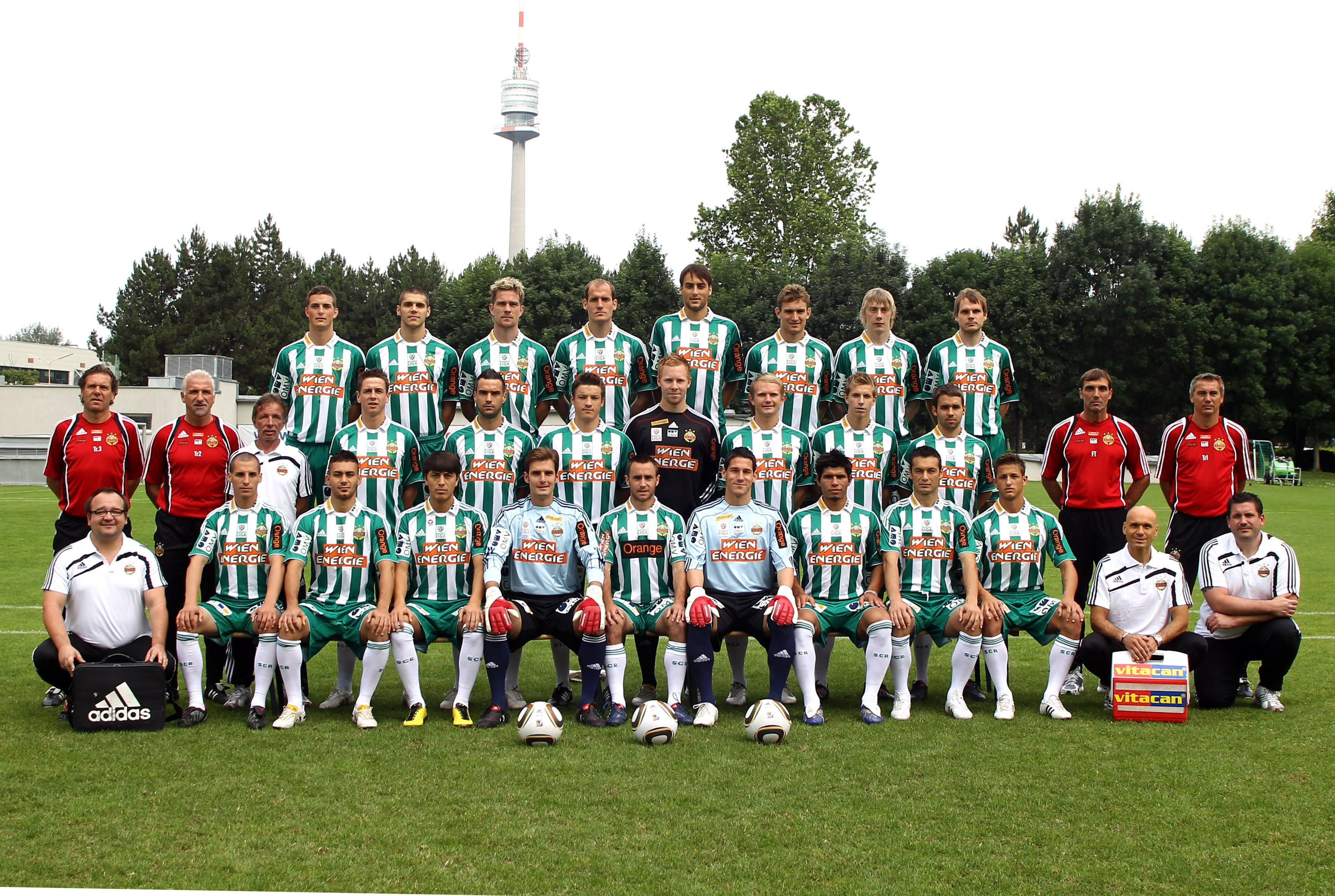
L'Équipe du Rapid Vienne de la saison 2010-2011

| - Coupe des clubs champions européens : - Meilleure performance : 1/2 finaliste en 1961 - Coupe d'Europe des vainqueurs de coupe - Finaliste : 1985, 1996 - Coupe Mitropa - Vainqueur : 1930, 1951. - Finaliste : 1927, 1928, 1956. | - Championnat d'Autriche (32) : - Champion : 1912, 1913, 1916, 1917, 1919, 1920, 1921, 1923, 1929, 1930, 1935, 1938, 1940, 1941, 1946, 1948, 1951, 1952, 1954, 1956, 1957, 1960, 1964, 1967, 1968, 1982, 1983, 1987, 1988, 1996, 2005, 2008 - Vice-champion : 1914, 1918, 1928, 1933, 1934, 1947, 1949, 1950, 1958, 1959, 1965, 1966, 1973, 1977, 1978, 1984, 1985, 1986, 1997, 1998, 1999, 2001, 2009, 2012, 2014, 2015, 2016, 2020, 2021 - Coupe d'Autriche (14) : - Vainqueur : 1919, 1920, 1927, 1946, 1961, 1968, 1969, 1972, 1976, 1983, 1984, 1985, 1987, 1995 - Finaliste : 1929, 1934, 1959, 1960, 1966, 1971, 1973, 1986, 1990, 1991, 1993, 2005, 2017, 2019, 2023, 2024. - Supercoupe d'Autriche (3) : - Vainqueur : 1986, 1987, 1988 - Finaliste : 1995, 1996 - Championnat d'Allemagne (1) : - Champion : 1941 - Coupe d'Allemagne (1) : - Vainqueur : 1938 |

### Bilan européen
| Compétition                | P  | M   | V   | N  | D   | BP  | BC  | Diff. |
| -------------------------- | -- | --- | --- | -- | --- | --- | --- | ----- |
| Ligue des champions (C1)   | 18 | 81  | 35  | 9  | 37  | 130 | 122 | +8    |
| Coupe des coupes (C2)      | 10 | 52  | 19  | 17 | 16  | 87  | 73  | +14   |
| Ligue Europa (C3)          | 28 | 164 | 66  | 28 | 70  | 237 | 236 | +1    |
| Ligue Conférence (C4)      | 4  | 22  | 11  | 5  | 6   | 29  | 21  | +8    |
| Coupe des villes de foires | 2  | 6   | 2   | 2  | 2   | 7   | 7   | 0     |
| Coupe Intertoto            | 1  | 4   | 2   | 1  | 1   | 6   | 3   | +3    |
| Total                      | 63 | 329 | 135 | 62 | 132 | 496 | 462 | +34   |

## Personnalités du club

### Entraîneurs
- Dionys Schönecker 1910 - 1925
- Stanley Willmott 1925 - 1926
- Edi Bauer 1926 - 1936
- Leopold Nitsch 1936 - 1945
- Hans Pesser 1945 - 1953
- Josef Uridil 1953 - 1954
- Viktor Hierländer 1954 - 1955
- Alois Beranek 1955 - 1956
- Franz Wagner 1956
- Max Merkel 1956 - 1958
- Rudolf Kumhofer 1958 - 1959
- Robert Körner 1959 - 1966
- Rudolf Vytlacil 1966 - 1968
- Karl Decker 1968
- Karl Rappan 1969 - 1970
- Gerd Springer 1970 - 1972
- Robert Körner 1972
- Ernst Hlozek 1972 - 1975
- Josef Pecanka 1975
- Franz Binder/Robert Körner 1975 - 1976
- Anton Brzezanczyk 1976 - 1977
- Robert Körner 1977 - 1978
- Karl Schlechta 1978 - 1979
- Walter Skocik 1979 - 1982
- Otto Baric 1982 - 1985
- Vlatko Marković 1985 - 1986
- Otto Baric 1986 - 1989
- Hans Krankl 1989 - 1992
- August Starek 1992 - 1993
- Hubert Baumgartner 1993 - 1994
- Ernst Dokupil 1994 - 1998
- Heribert Weber 1998 - 2000
- Ernst Dokupil 2000 - 2001
- Peter Persidis 2001
- Lothar Matthäus 2001 - 2002
- Josef Hickersberger 2002 - 2005
- Georg Zellhofer 2006 (janvier) - 2006 (août)
- Peter Pacult septembre 2006 - avril 2011
- Zoran Barisic avril 2011 - mai 2011
- Peter Schöttel juin 2011 – avril 2013
- Zoran Barisic avril 2013 – juin 2016
- Mike Büskens juin 2016 - nov. 2016
- Damir Canadi nov. 2016 - avril 2017
- Goran Djuricin avril 2017 - sep. 2018
- Dietmar Kühbauer sep. 2018 - nov. 2021
- Ferdinand Feldhofer nov.2021 - oct. 2022

### Joueurs emblématiques
- Zoran Barisic
- Mario Bazina
- Radek Bejbl
- Robert Berić
- Josef Bican
- Mate Bilić
- Franz Binder
- Jørn Bjerregaard
- Branko Bošković
- Terrence Boyd
- Guido Burgstaller
- Johann Buzek
- Robert Dienst
- Andreas Dober
- Christopher Drazan
- Hannes Eder
- Herbert Feurer
- Jan Åge Fjørtoft
- Toni Fritsch
- György Garics
- Sulejman Halilović
- Gerhard Hanappi
- Ernst Happel
- Franz Hasil
- Michael Hatz
- Markus Heikkinen
- Andreas Heraf
- Andreas Herzog
- Martin Hiden
- Erwin Hoffer
- Steffen Hofmann
- Samuel Ipoua
- Trifon Ivanov
- Andreas Ivanschitz
- Carsten Jancker
- Ante Jazić
- Nikica Jelavić
- Markus Katzer
- Veli Kavlak
- Christian Keglevits
- Michael Konsel
- Ümit Korkmaz
- Alfred Körner
- Robert Körner
- Zlatko Kranjčar
- Hans Krankl
- Bernd Krauss
- Dietmar Kühbauer
- Stefan Kulovits
- Leo Lainer
- Axel Lawarée
- Ladislav Maier
- Stefan Maierhofer
- Hernán Medford
- Max Merkel
- Atdhe Nuhiu
- Peter Pacult
- Antonin Panenka
- Jürgen Patocka
- Helge Payer
- Robert Pecl
- Yasin Pehlivan
- Peter Persidis
- Hans Pesser
- Heimo Pfeifenberger
- Christian Prosenik
- Karl Rappan
- Andreas Reisinger
- Marcel Sabitzer
- Hamdi Salihi
- Dejan Savićević
- Peter Schöttel
- Thomas Schrammel
- Ragnvald Soma
- Peter Stöger
- Zoran Stojadinović
- Gaston Taument
- Christopher Trimmel
- Josef Uridil
- Jozef Valachovič
- Jan Vennegoor of Hesselink
- René Wagner
- Roman Wallner
- Heribert Weber
- Arnold Wetl
- Walter Zeman

### Effectif actuel 2021-2022
| N° | Nat.                   | Poste | Nom du joueur                         |
| -- | ---------------------- | ----- | ------------------------------------- |
| 1  | Drapeau de l'Autriche  | G     | Richard Strebinger                    |
| 4  | Drapeau de l'Autriche  | D     | Emanuel Aiwu                          |
| 6  | Drapeau de l'Autriche  | D     | Kevin Wimmer                          |
| 7  | Drapeau de l'Autriche  | A     | Philipp Schobesberger                 |
| 8  | Drapeau de l'Autriche  | M     | Christoph Knasmüllner                 |
| 9  | Drapeau de l'Autriche  | A     | Guido Burgstaller                     |
| 10 | Drapeau de l'Autriche  | A     | Thierno Ballo (en prêt de Chelsea FC) |
| 13 | Drapeau de l'Autriche  | M     | Thorsten Schick                       |
| 16 | Drapeau de la Slovénie | M     | Dejan Petrovič                        |
| 17 | Drapeau de l'Autriche  | D     | Christopher Dibon                     |
| 18 | Drapeau de l'Autriche  | A     | Oliver Strunz                         |
| 20 | Drapeau de l'Autriche  | D     | Maximilian Hofmann                    |
| 21 | Drapeau de l'Autriche  | G     | Bernhard Unger                        |

| No. | Nat.                    | Position | Nom du joueur       |
| --- | ----------------------- | -------- | ------------------- |
| 22  | Drapeau du Monténégro   | D        | Filip Stojković     |
| 23  | Drapeau de l'Autriche   | M        | Jonas Auer          |
| 25  | Drapeau de l'Autriche   | G        | Paul Gartler        |
| 27  | Drapeau de l'Autriche   | A        | Marco Grüll         |
| 29  | Drapeau de l'Autriche   | A        | Ercan Kara          |
| 30  | Drapeau de l'Autriche   | D        | Leo Greiml          |
| 36  | Drapeau de l'Autriche   | A        | Kelvin Arase        |
| 37  | Drapeau de l'Autriche   | D        | Lukas Sulzbacher    |
| 42  | Drapeau de l'Autriche   | A        | Lion Schuster       |
| 45  | Drapeau de l'Autriche   | G        | Niklas Hedl         |
| 47  | Drapeau de l'Autriche   | M        | Dalibor Velimirovic |
|     | Drapeau de l'Autriche   | D        | Michael Sollbauer   |
|     | Drapeau de la Slovaquie | D        | Martin Koscelník    |

Mise à jour au 9 juillet 2022

## Stade

### 1977 - 2014
Depuis 1977, le stade du Rapid est le Gerhard-Hanappi-Stadion à Hütteldorf, quartier du quatorzième arrondissement de Vienne. Situé à l'extrémité occidentale de la ville, le stade fut d'abord appelé « Weststadion », mais rebaptisé après la mort en 1980 du joueur légendaire et architecte du stade, Gerhard Hanappi. Conçu pour 20 000 spectateurs, le stade n'en peut accueillir que 17 500 pour des raisons de sécurité. Les matchs susceptibles d'attirer des foules plus importantes, comme les parties de la Ligue des champions, sont les plus souvent disputées à l'Ernst-Happel-Stadion dans le deuxième arrondissement, qui peut accueillir 50 800 personnes.
Le Rapid jouit de la réputation d'être souvent très dominant à domicile, surtout grâce à l'atmosphère extraordinaire créée par la ferveur de ses supporteurs, qui se trouvent très proches de la pelouse, à l'instar des stades anglais.
Selon les supporteurs, ce stade, qu'ils appellent affectueusement Saint-Hanappi, avait besoin d'être rénové et agrandi, puisqu'il y avait souvent trop peu de places.

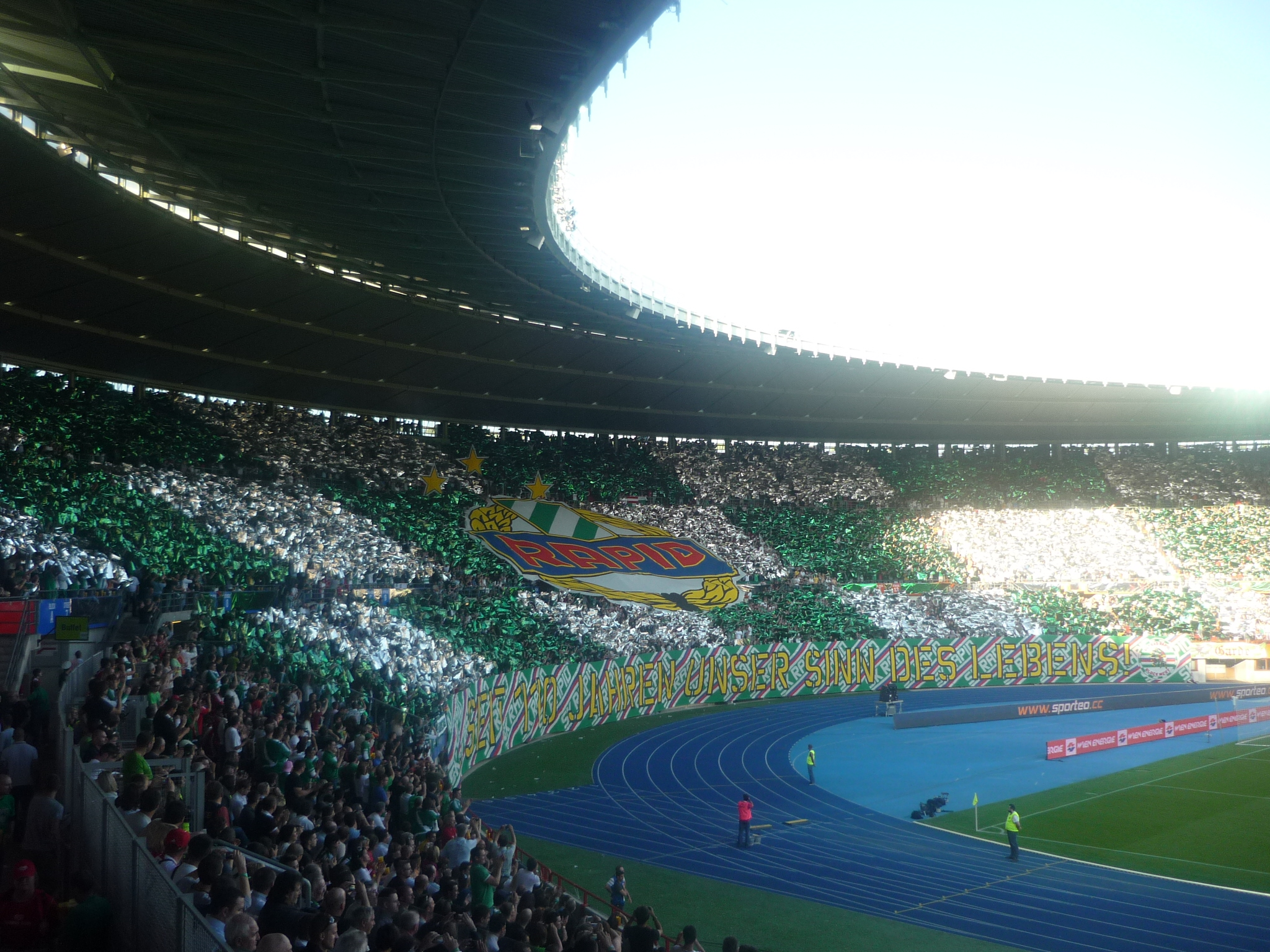
Virage du stade Ernst Happel durant une rencontre amicale en 2009 contre le Liverpool
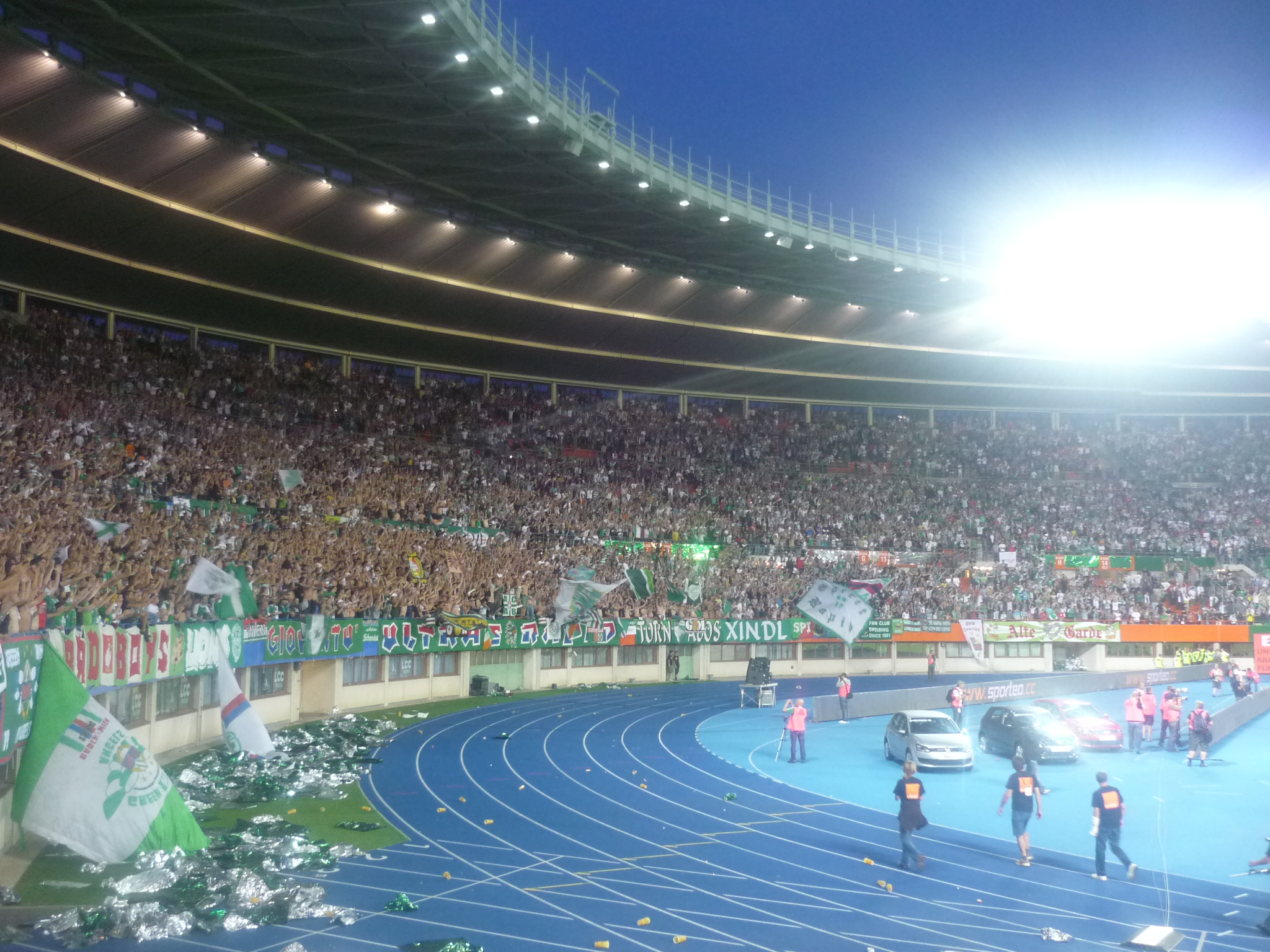
Une autre image de cette rencontre à l'Ernst Happel
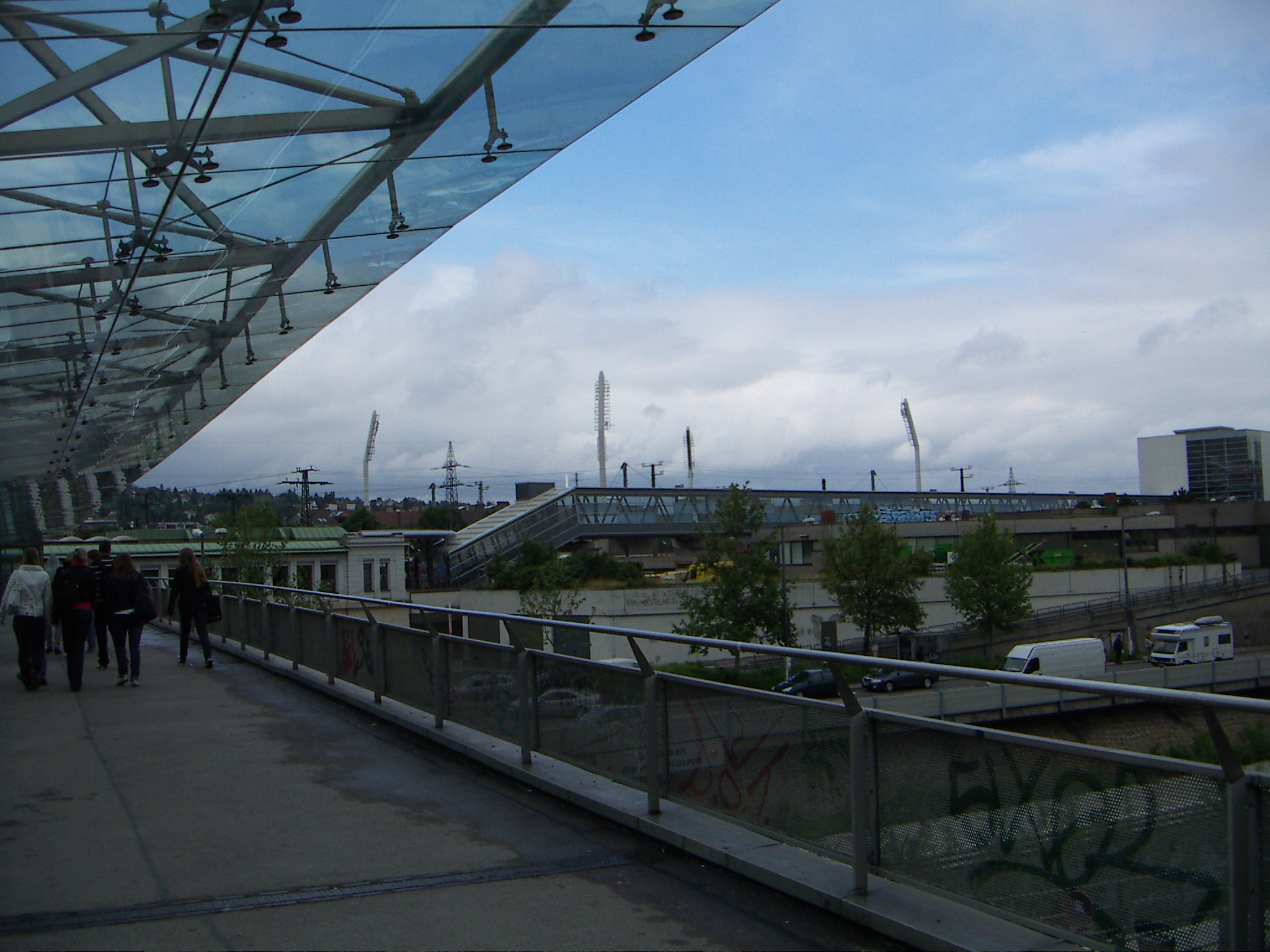
L'Extérieur du stade Gerhard Hanappi, à proximité de la rivière Vienne à Hütteldorf
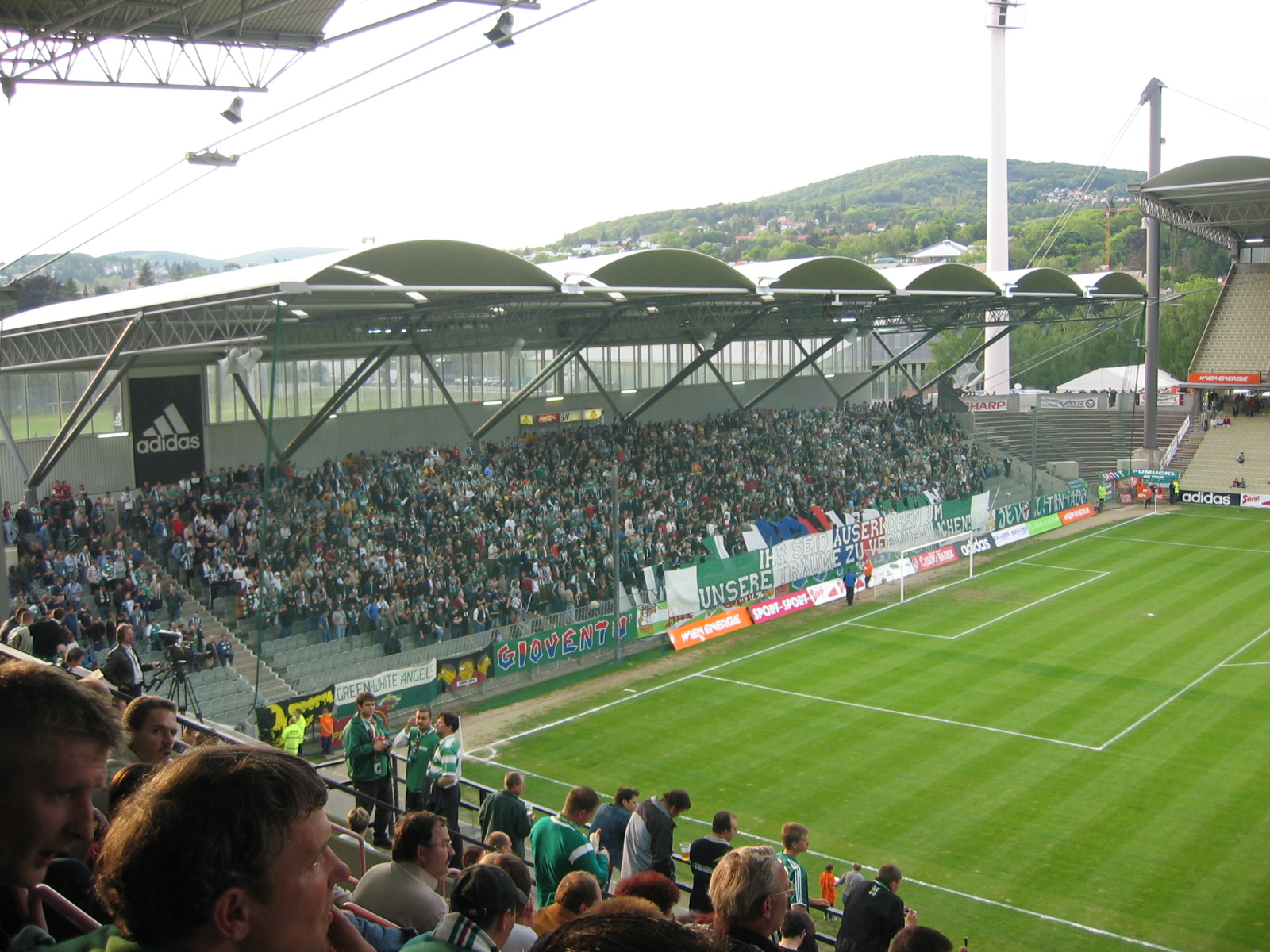
Le Virage Ouest du stade Hanappi
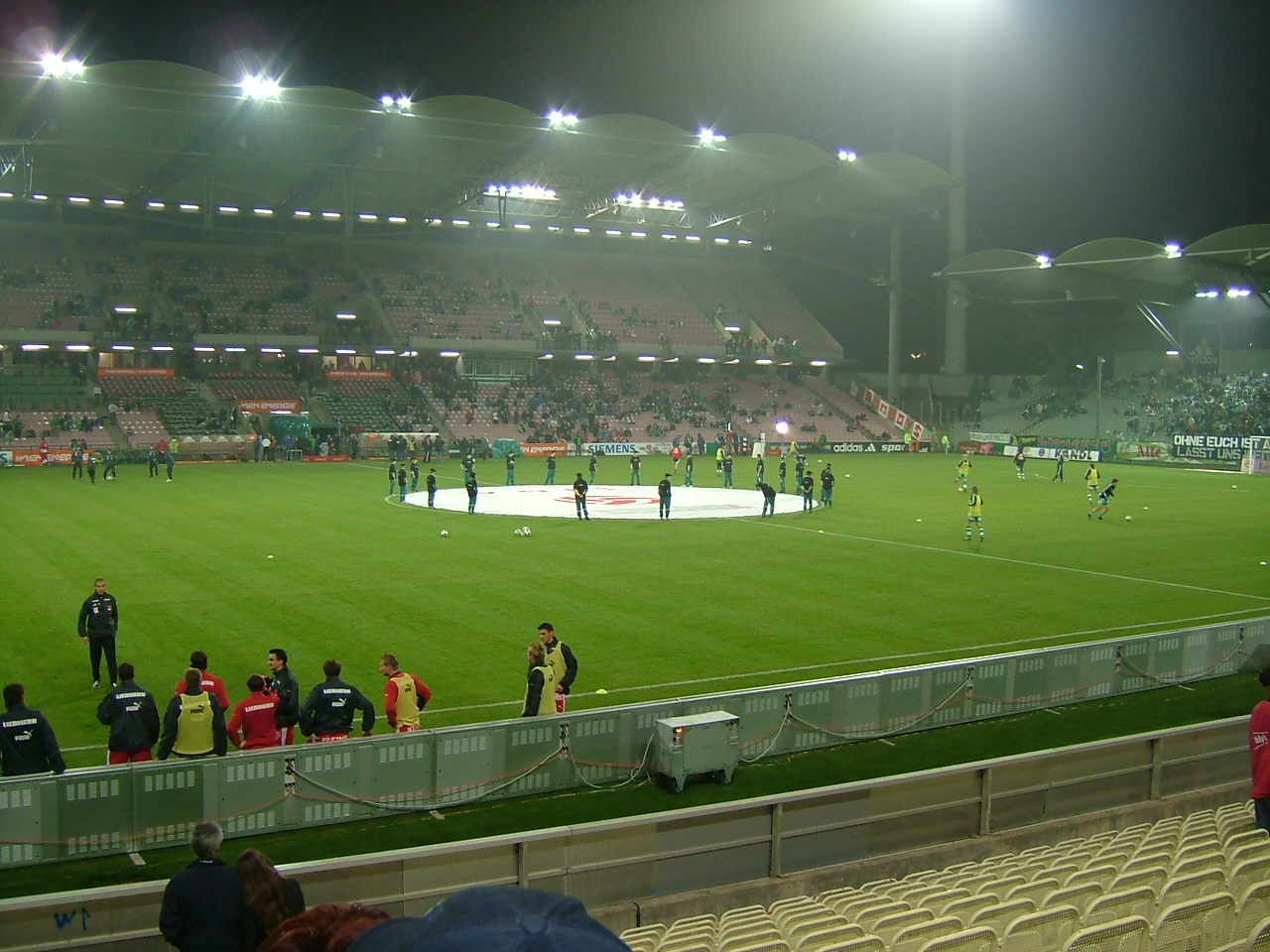
Le Hanappi en nocturne

### 2014 - Présent
Au printemps 2014, la direction du club décide de construire un nouveau stade pour le club, amenant un fort enthousiasme du côté des fans. Après un match d'adieu contre le Celtic, le Gerhard-Hanappi-Stadion à donc été démoli pour laisser place au début des travaux. Cependant, la trace de ce monument restera puisque le parvis du stade fut renommé Gerhard-Hanappi-Platz. Pendant sa construction, le Rapid résida donc dans l'Ernst-Happel-Stadion jusqu'à l'inauguration du stade le 16 juillet 2016 à l'occasion d'un match amical contre Chelsea, il sera alors utilisé dès la saison 2016-2017.
Le stade porte le nom d'Allianz Stadion ou Weststadion pour les matchs internationaux, il peut accueillir 28 345 spectateurs. L'utilisation d'un sponsor pour le nom du stade à énormément déplu aux supporters du club, considérant cela comme une perte d'identité, Allianz étant déjà affilié à 5 autres stades. Il a été décidé que le stade s'appellerait officiellement Weststadion à l'expiration des droits de sponsoring en 2026.

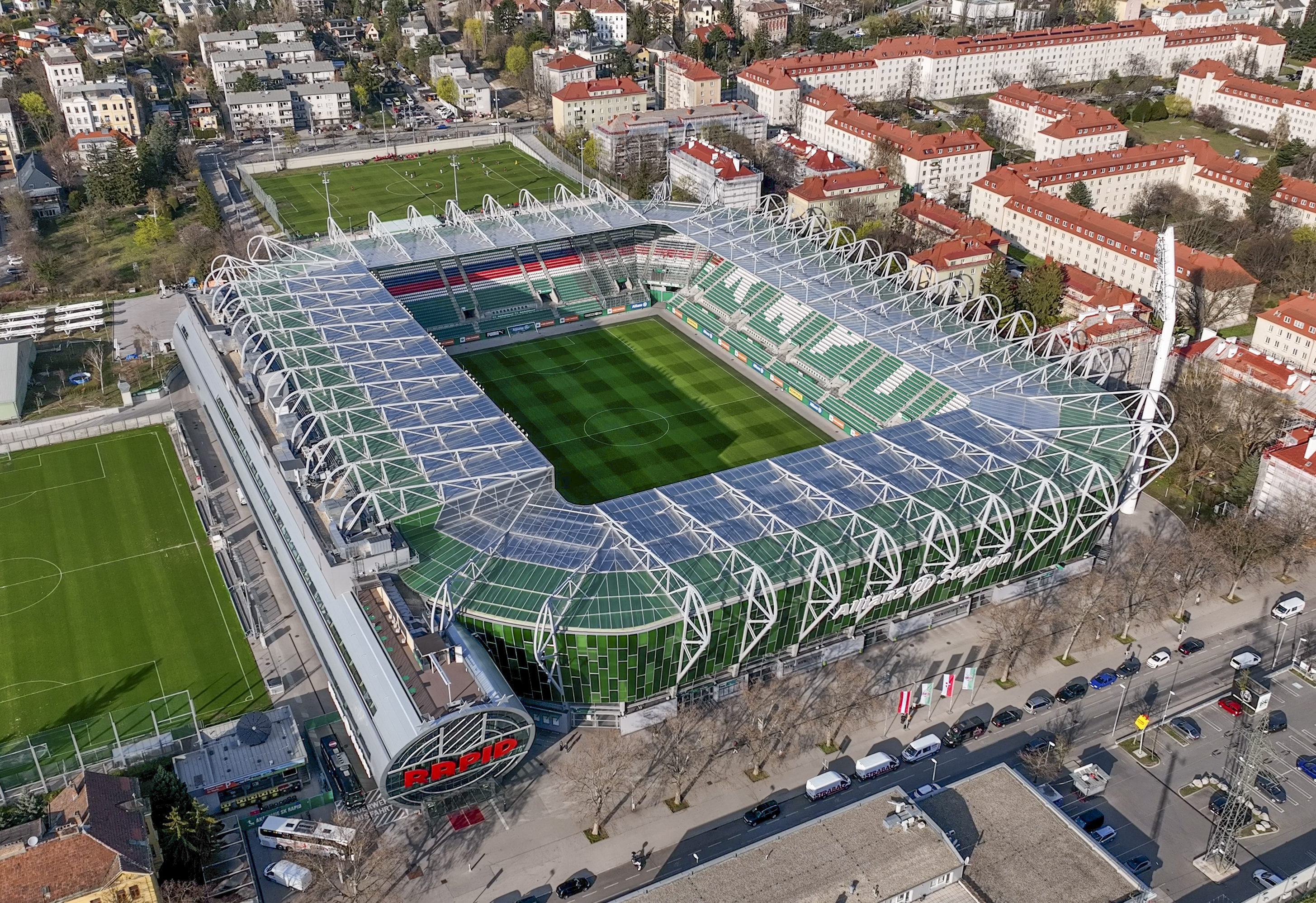
L'Allianz Stadion en vue aérienne
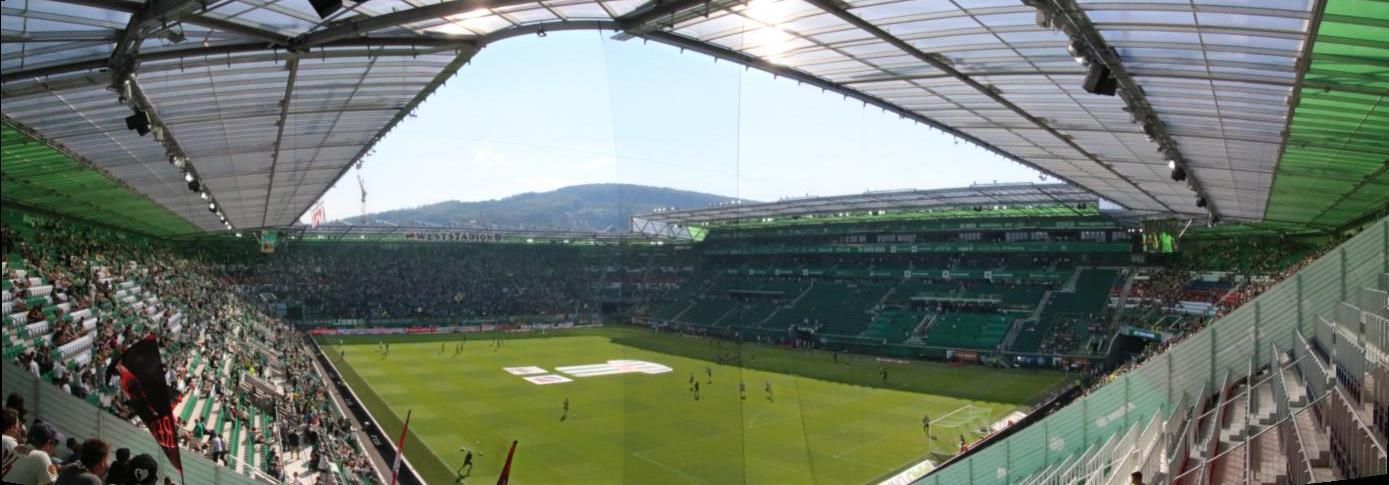
Vue intérieur du Weststadion
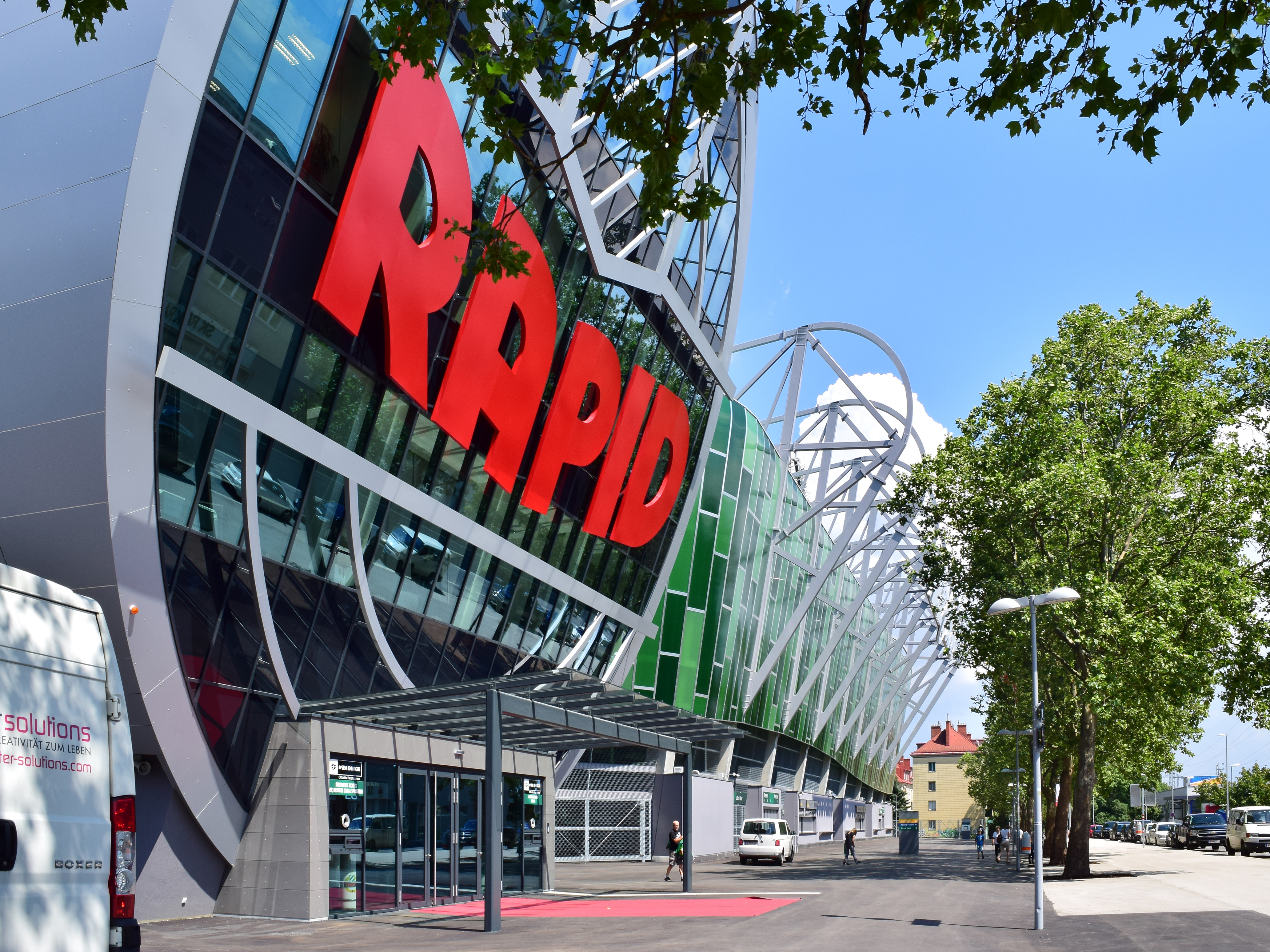
L'Extérieur de l'Allianz Stadion
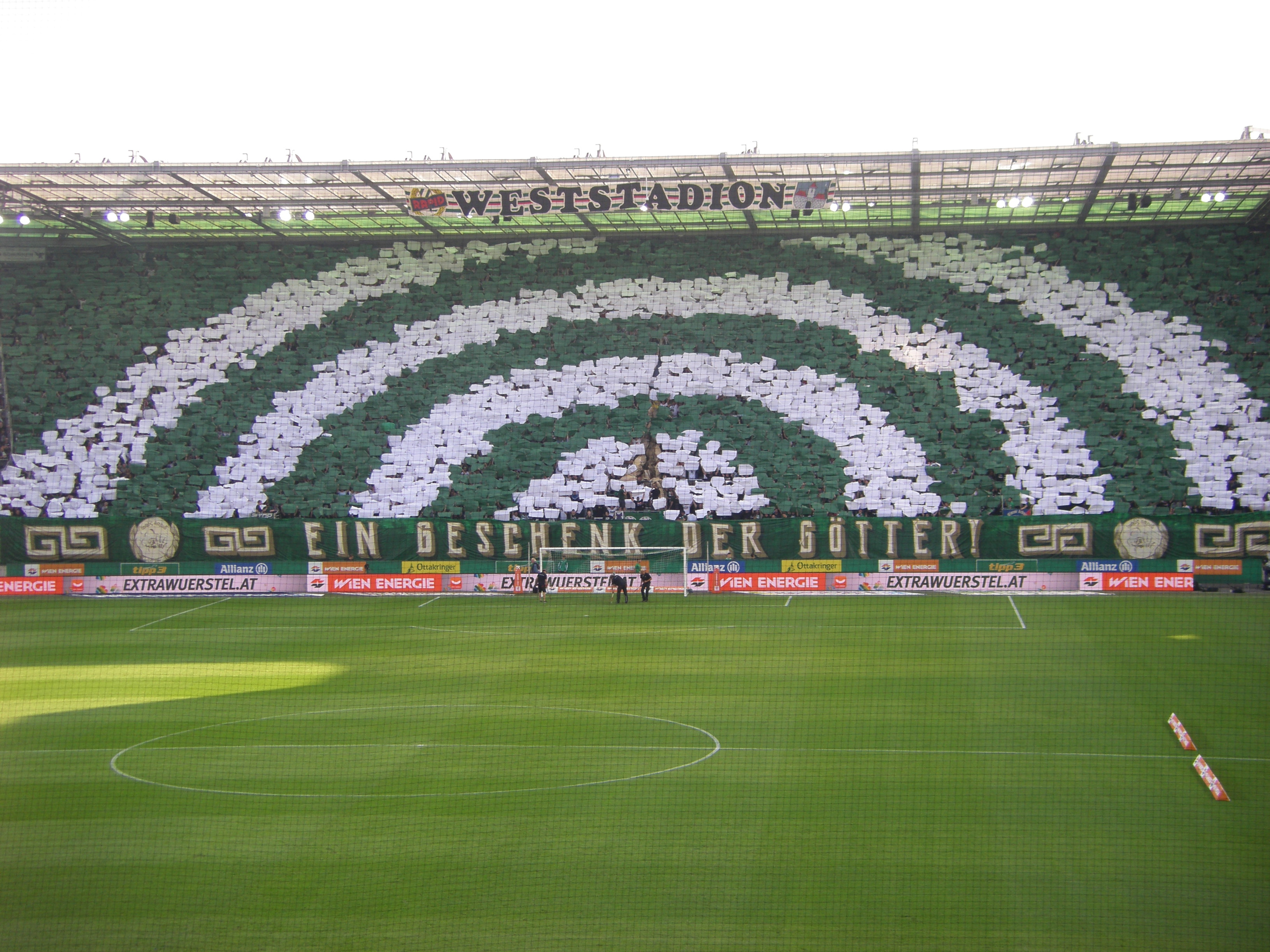
Le Blockwest du Weststadion

## Supporters et «Rapidviertelstunde»

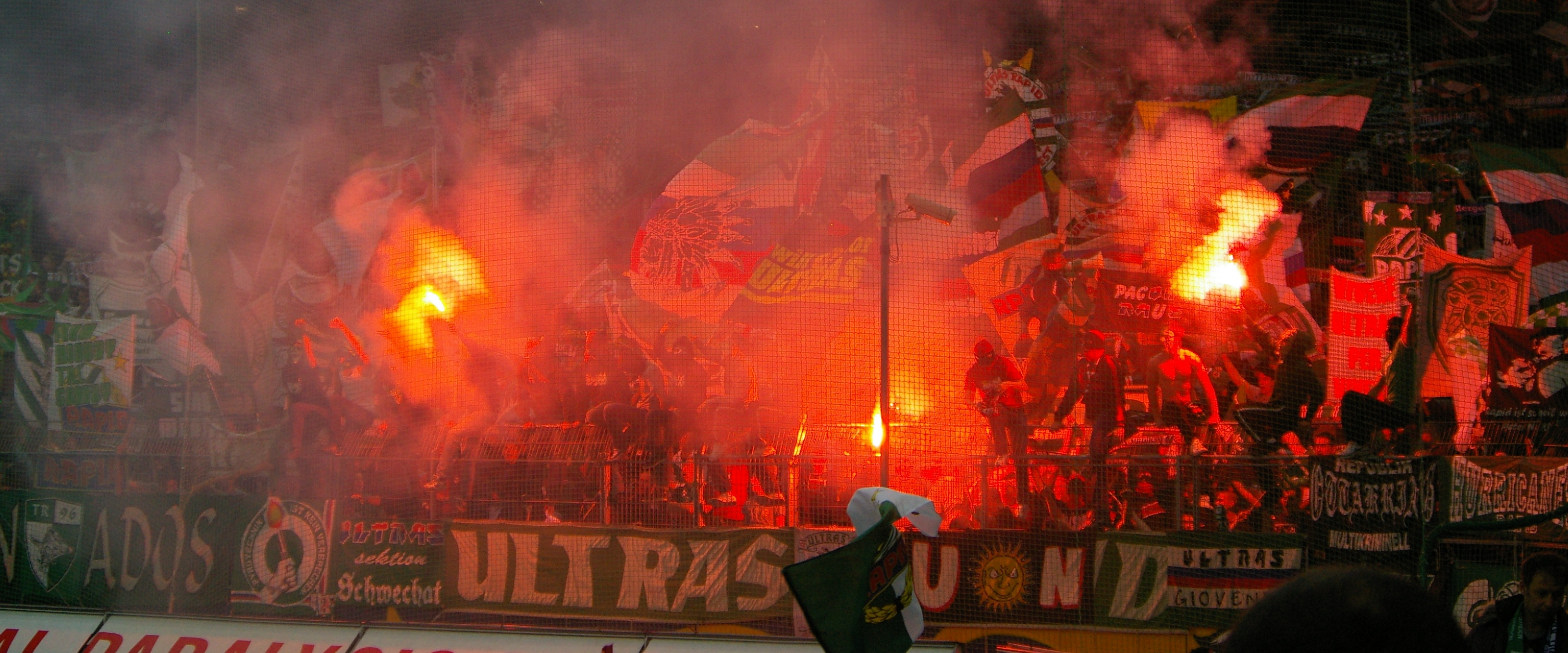
Supporteurs verts et blanc lors d'un match à l'extérieur contre le Salzbourg.

Le Sportklub Rapid compte plus de 7000 membres et 165 associations officielles de supporters partout dans le pays. Ces dernières années, le nombre de spectateurs ne cesse de croître, atteignant une moyenne de 17 000 par match. Depuis la saison 2008-2009, le club vend chaque année 10 640 abonnements saisonniers, décidant de limiter le nombre d'abonnements à ce chiffre. Lors des matchs à l'extérieur, l'équipe est suivie régulièrement par des milliers de supporteurs.
Cette hausse est remarquable, compte tenu du fait que jusque dans les années 1990, il n'y avait qu'un peu plus de 10 000 personnes pour assister aux matchs les plus importants, contre les clubs plus faibles ce nombre était même de seulement quelques milliers. Si le Rapid jouit d'une popularité toujours grandissante et d'un fort soutien des milieux populaires, c'est grâce à ses succès, mais aussi à la gestion judicieuse du club qui met en exergue les valeurs traditionnelles du football et refuse la commercialisation à outrance.
La plupart des supporters organisés se sont réunis sur le virage Ouest du stade, appelé « Block West ». Ce virage étant complètement rempli depuis la saison 2003 par les détenteurs d'abonnements, il s'est développé sur le virage opposé, le virage Est, un autre bloc de supporters actifs et organisés, ce qui donne lieu à de fervents chants d'alternance entre les deux blocs.
Les Verts et blancs sont soutenus entre autres par les Ultras Rapid 1988, la plus grande et la plus ancienne organisation ultrà d'Autriche. Leurs activités, leur ferveur et fidélité, sont reconnues et appréciées sur le continent entier. Les Ultras Rapid 1988 entretiennent des relations fraternelles avec les ultrà du FC Nuremberg (Ultras Nürnberg), du Panathinaïkos Athènes (Thyra 13) et de la SSC Venise (Venezia Mestre).
Le Rapidviertelstunde est une particularité de la culture des supporters du club. Ce sont les quinze dernières minutes de chaque match, durant lesquelles le Rapid a pu remonter des scores défavorables à maintes reprises, grâce à sa persévérance combative – dès le début l'une de ses vertus – et le soutien fidèle de ses supporteurs.
Chaque match, que ce soit à domicile ou à l'extérieur et quel que soit le score, le public vert et blanc marque le commencement de ce quart d'heure par des applaudissements rythmiques et des chants passionnés.
La première mention de cette pratique remonte jusqu'en 1913, et le 21 avril 1918 on retrouve dans un article de journal le terme « Rapidviertelstunde ».